# 483 Сеппіна
483 Сеппіна (483 Seppina) — астероїд зовнішнього головного поясу, відкритий 4 березня 1902 року Максом Вольфом у Гейдельберзі.
Тіссеранів параметр щодо Юпітера — 3,053.